# Exterio
Exterio est un groupe musical de rock et rock francophone québécois, canadien, originaire d'Île Bizard, au Québec. Le groupe est régulièrement marqué par des changements de personnel et est formé, au cours des années, par plus de dix membres. Le premier guitariste, Nicolas Des Ormeaux est aujourd'hui dans l'art du détournement d'objets sous le nom de LARTISNICK.
En 2011, la formation revendique environ 400 concerts au Québec, en Ontario, en Alberta, au Nouveau-Brunswick, en Nouvelle-Écosse ainsi qu'en France et en Angleterre. En 2016, le groupe compte un total de cinq albums vendus à environ 18 000 exemplaires à travers le Canada.

## Biographie

### Débuts et albums (1992–2004)
Formé en 1992 à l'Île Bizard, Montréal, par le guitariste Nicolas Des Ormeaux et le batteur Daniel Mayrand, la première formation complète compte Sylvain Bolduc à la guitare et Jessy Fuchs à la basse. Entre 1992 et 1997, aucun membre n'occupe le rôle de chanteur principal. Le groupe prend une pause de trois ans durant laquelle chacun des membres étudie et participe à des projets musicaux différents.
En 2000, la formation se rassemble et redonne vie au projet. Daniel Gosselin, Jessy Fuchs, Daniel Mayrand et Nicolas Des Ormeaux produisent quelques démos. Daniel Gosselin est remplacé par Marc Loiselle qui prête sa voix à l'album Vous êtes ici!! sortie en 2003. Après cinq démos ainsi que des nombreuses apparitions sur des compilations punk underground, Exterio fait la sortie officielle de son premier album complet Vous êtes ici !! en mai 2003 sous sa propre étiquette Slam Disques, fondée spécialement pour soutenir la formation.
Trois clips tirés de l'album atteignent la première place du TOP5 franco à MusiquePlus, pendant 40 semaines. Bonhomme 7h devient un buzzclip et atteint le #1 au Top 20 hebdo. Un an après la sortie de l’album, le top 100 BDS place Whippet dans son palmarès. L'hiver suivant, la chanson Chien blanc se hisse en 23e position. Exterio acquiert une certaine notoriété et fait par la suite des apparitions dans des festivals tels le Vans Warped Tour (2004-2006) et Woodstock en Beauce, à la télévision (VRAK.TV, Télé-Québec, Canal Vox, MusiquePlus, TFO, etc.) et à la radio (NRJ, CKOI-FM et CHOI-FM). Le groupe vend environ 10 000 exemplaires de son premier disque. 

### Continuité et Akousterio (2005–2015)

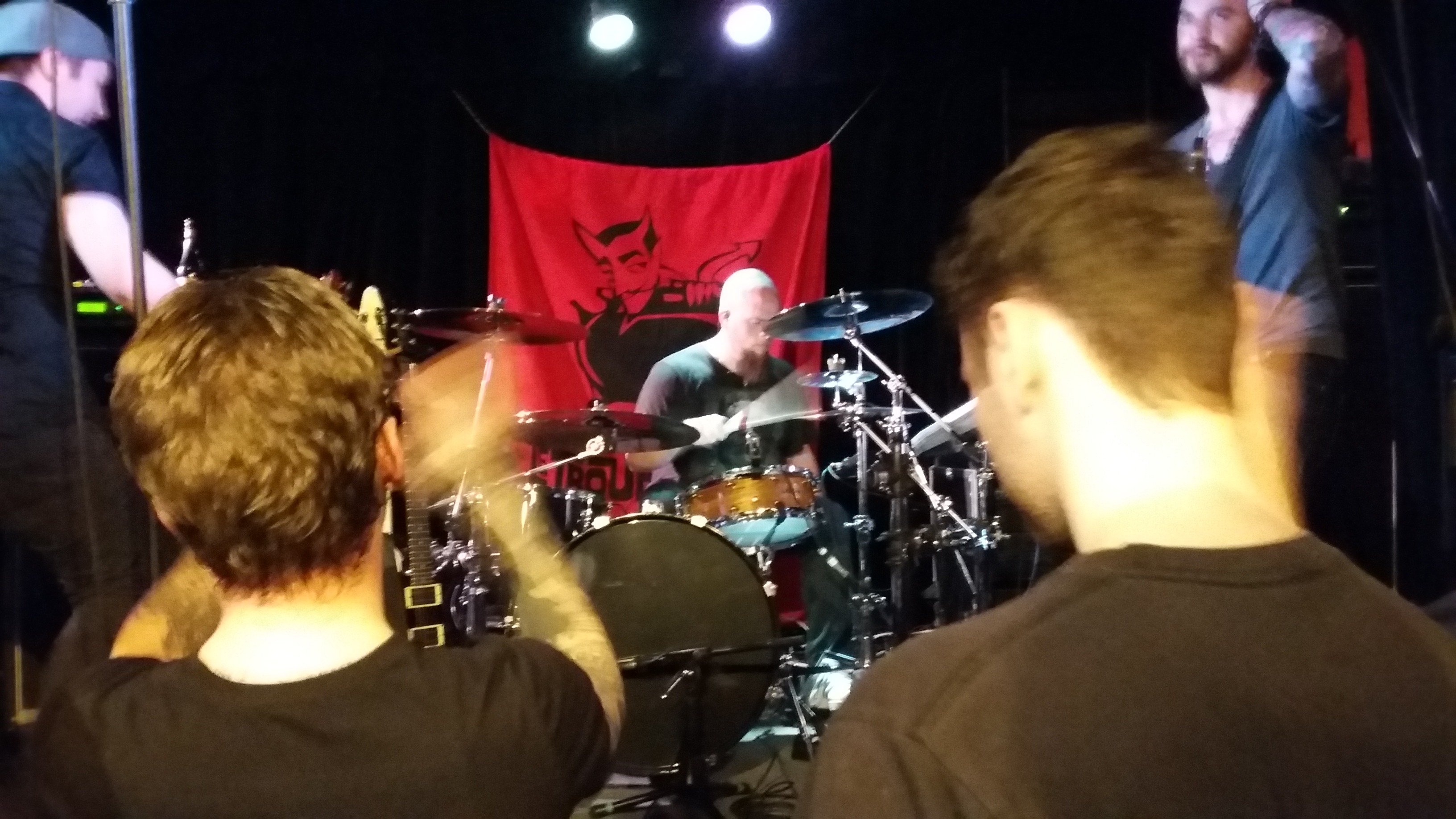
Exterio chez Divan Orange.

Un deuxième album, Le Délire du savant fou, est réalisé entre janvier et mars 2005 par Frank Joly et Jérôme Boisvert (Les Trois Accords, Subb, Suburbs), et fait son apparition en magasin le 24 mai 2005. Pour le deuxième album, Marc Loiselle laisse sa place à Martin Brouillard. Ensuite, Nicolas Des Ormeaux quitte pour de nouvelles activités artistique dénonçant la société de consommation,,. Il est remplacé par Nicolas Cyr, qui quitte à son tour un an plus tard. À la suite d'une rentrée montréalaise au Spectrum en décembre 2006, Exterio termine son septième vidéoclip en janvier 2007. Le groupe prend ensuite une sabbatique et prépare un troisième album (trilogie), intitulé L'album Monstre, pour l'automne 2008. La première partie, intitulée L'album Monstre - 1re partie : Le Complot atteint la 26e place du TOP100 BDS Franco. La deuxième partie, L'album Monstre - 2e partie: La Trappe est annoncé pour le 3 mars 2008 en téléchargement payant.
Le 15 octobre 2010, le groupe revient lors d'un concert à Victoriaville. Le 22 avril 2011, le groupe donne sa dernière performance à Val-d'Or à la suite de diverses annonces et au communiqué officiel du 7 avril annonçant la fin du groupe. Plusieurs heures de musiques, avec les plus grands succès que le groupe ait connus dont la dernière chanson fut, C'qui vient de s'passer.
En été 2012, après la séparation de la formation électrique, Akousterio, la version folk-punk-akoustique formée par Marc Loiselle et Nicolas Des Ormeaux, s'amuse à revisiter une dizaine de classiques du répertoire du défunt groupe dans une formule acoustique donnant une étonnante force de frappe. Pour ce faire, l’utilisation d’instruments tel que dobro, mandoline, cigarbox, bass acoustique et guitare classique, jumelés à une série d’effets multipliés par des loops permet au duo de pousser de l’air. C'est Pierre Remillard qui est chargé de mixer et masteriser ce premier album entièrement acoustique. La version vinyle de 10 reprises est prévue pour le début 2014. 

### Retour (depuis 2014)
En juin 2014, le groupe est de nouveau actif avec un spectacle au Montebello Rockfest ainsi qu'une apparition au Desbouleauxfest de Mirabel le 19 août. Le 8 juin 2018, il célèbre son 25ème anniversaire au Club Soda avec Kamakazi et Capitaine Révolte. Jessy Fuchs, Marc Loiselle et Nicolas Des Ormeaux, anciens membres du groupe, sont montés sur la scène pour y jouer Whippet. En 2021, le groupe lance La trace, une chanson qui réunit 18 membres qui ont fait partie du groupe.

## Membres

### Membres actuels
- Martin « Loots » Laframboise - guitare (2006-2011, depuis 2014)
- Martin Brouillard - chant, guitare (2005-2011, depuis 2014)
- Dominic Racine - basse, voix (depuis 2014)
- Daniel Mayrand - batterie (1992-1997, 2000-2011, depuis 2014)

### Anciens membres
- Jessy Fuchs - basse, voix (1992-1997, 2000-2011)
- Nicolas Cyr - guitare (2005-2006)
- Marc Loiselle - chant, guitare (2002-2005)
- Jean-François Gauvreau - clavier, voix (1995-1997)
- Daniel Gosselin - chant, guitare (1996-1997, 2000-2002)
- Jean-François Chabot - guitare (1994-1995)
- Guillaume Bédard - voix (1994)
- Stéphane Cornellier - voix (1993)
- Sylvain Bolduc - guitare (1992-1993)
- Nicolas Des Ormeaux - guitare (1992-1997, 2000-2005)

## Vidéographie
- [vidéo] « Whippet », sur YouTube
- [vidéo] « Bonhomme 7h », sur YouTube
- [vidéo] « 450 », sur YouTube
- [vidéo] « Le Savant fou », sur YouTube
- [vidéo] « Campanile », sur YouTube
- [vidéo] « La plonge du siècle », sur YouTube
- [vidéo] « 138 », sur YouTube
- [vidéo] « Le Complot », sur YouTube
- [vidéo] « Le Seigneur des agneaux », sur YouTube
- [vidéo] « L'omertà », sur YouTube
- [vidéo] « Saint-po », sur YouTube
- [vidéo] Slam Disques / Hell for Breakfast, « Vieux singe », sur YouTube, 1er septembre 2010
- [vidéo] Slam Disques / Hell for Breakfast, « Mettez des bombes dans mes oreilles », sur YouTube, 8 avril 2011